# Cacovice
Cacovice (německy Zazowitz) je osada v Brně na Cacovickém náhonu řeky Svitavy. Nachází se v katastrálním území Maloměřice, mezi brněnskými čtvrtěmi Husovice, Maloměřice, Obřany a Lesná. Stejným názvem Cacovice je pojmenovaná i tamní ulice vedoucí přes Cacovický ostrov, jinak část spojnice mezi Husovicemi (ul. Cacovická) a Obřany (ul. Zlatníky).

## Historie
Osada tvořená bývalým dvorem s mlýnem je pozůstatek dříve zaniklé stejnojmenné vsi, která je poprvé připomínána v listinném falzu z konce 12. století a hlásícímu se k roku 1104. Podle ní tehdy ves patřila benediktinskému klášteru v Třebíči. Ve 13. století drželi Maloměřice, zřejmě i společně s blízkými Cacovicemi, zábrdovičtí premonstráti. Přes vladyku z Maloměřic a Jindřicha z Lipé se obě vesnice dostaly v roce 1325 do majetku starobrněnského kláštera cisterciaček. Ves Cacovice později zpustla a zbyl z ní pouze mlýn s hamrem a dvorem, který byl centrem místního statku zahrnujícího Husovice, Maloměřice a Ořešín. Cisterciačky vlastnily Cacovice do roku 1782, po zrušení jejich kláštera přešly do majetku náboženského fondu a v roce 1825 byly odprodány soukromému majiteli.
V Cacovickém mlýně byla roku 1884 zřízena vodní elektrárna s Girardovou turbínou, která byla nahrazena v roce 1918 Francisovou turbínou. V té době zde také fungovala papírna.